# 福井謙一
福井 謙一（ふくい けんいち、1918年〈大正7年〉10月4日 - 1998年〈平成10年〉1月9日）は、日本の化学者。工学博士。アジア人史上初のノーベル化学賞受賞者。奈良県生まれ大阪府西成郡玉出町（現在の大阪市西成区岸里）出身。
京都大学・京都工芸繊維大学名誉教授。日本学士院会員、ローマ教皇庁科学アカデミー会員、全米科学アカデミー外国人客員会員。勲等は勲一等旭日大綬章、文化勲章受章。最終階級は陸軍大尉。

## 生涯

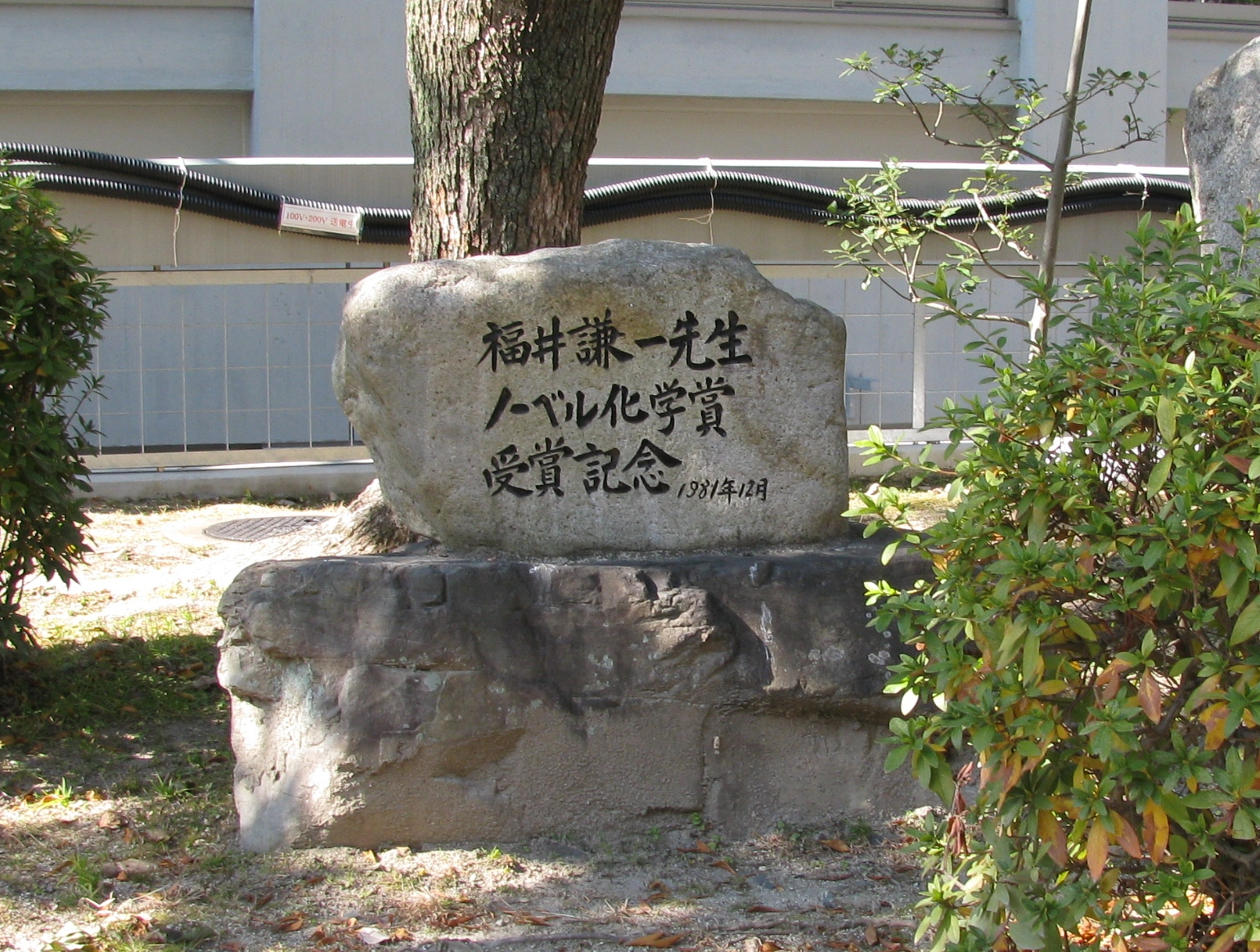
ノーベル化学賞記念碑（京都大学構内）

### 若年期
工場経営、外国貿易を営む父・亮吉の下、三人兄弟の長男として奈良県生駒郡平城村大字押熊（現在の奈良市押熊町）生まれ。大和郡山市出生の説もある。大阪府西成郡玉出町（現在の大阪市西成区岸里）で育つ。少年時代にはファーブル昆虫記をこよなく愛読していた。
1930年3月、大阪市玉出第二尋常小学校卒業。1935年3月、旧制今宮中学校卒業。1938年3月、旧制大阪高等学校高等科理科乙類卒業。
数学が好きであったが、父の叔父に当たる喜多源逸（京大教授）の「数学が好きなら化学をやれ」という一言に触発され、京都大学工学部工業化学科に進学。理学部物理学科に潜って量子力学を会得し、後にフロンティア軌道理論を完成させることとなる。

### 化学者として
1941年3月、京都帝国大学工学部工業化学科卒業、同大学院入学。同時に短期将校として府中の陸軍燃料廠へ入所。
1943年8月、京都帝国大学工学部燃料化学科講師。燃料化学科は1966年に石油化学科に改組し、現在は工学研究科物質エネルギー専攻となっている。
24歳で京都大学の講師となるが、同時に国から陸軍技術大尉にも任命されていたため、別格官幣大社と呼ばれていた。戦時下にありながら、東京・京都間の往復など、自由な生活が許されていた。陸軍燃料研究所のアルコール蒸気に満ちた実験室で実験を繰り返していたため、酒にめっぽう強くなった。
1945年9月、京都帝国大学工学部燃料化学科助教授。1947年、京都帝国大学が京都大学に改称。1948年6月、京都大学工学博士（学位論文は「化学工業装置の温度分布に関する理論的研究」）。
1951年4月、京都大学工学部燃料化学科高温化学講座教授。1965年1月 、京都大学工学部燃料化学科高圧化学講座 教授。高圧化学講座は1966年より炭化水素物理化学講座に改称した。1960年代初頭には既に黎明期の核磁気共鳴分光法を研究に取り入れていた。
1970年11月から翌年4月まで、京都大学評議員。1971年4月、京都大学工学部長（1973年3月まで）。
1981年、「化学反応過程の理論的研究」によりノーベル化学賞受賞。馬場錬成はイリヤ・プリゴジンによる推薦が影響したとしている。
1982年4月、京都大学退官、京都大学名誉教授。
1982年6月、京都工芸繊維大学学長。1988年5月、学長退任。翌6月、京都工芸繊維大学名誉教授、財団法人基礎化学研究所所長。
1990年2月、学術審議会会長。1995年9月、日本学術振興会会長。
1998年1月、死去。満79歳没。

## 業績

### フロンティア軌道理論
1952年、フロンティア軌道理論 (frontier orbital theory) を発表。これはフロンティア軌道と呼ばれる軌道の密度や位相によって分子の反応性が支配されていることを初めて明らかにしたもので、世界の化学界に衝撃を与えた。この業績により、1981年にノーベル化学賞を受賞。また固有反応座標（Intrinsic Reaction Coordinate）の概念をより厳密に提唱した（ヘンリー・アイリングの「絶対反応速度論」に同様の概念が記載されている）。

## 門下生
喜多源逸以来の「京都学派」を受け継ぎ、門下に以下の人物がいる。また、吉野彰は孫弟子に当たる。
- 米澤貞次郎（京大名誉教授）
- 永田親義（量子生物学、腫瘍学、元国立がんセンター生物物理部長）
- 山邊時雄（理論化学、材料科学、京大名誉教授、リチウムイオン二次電池の理論、吉野彰の指導教員）
- 諸熊奎治（理論化学、分子研名誉教授、エモリー大教授）
- 森島績（京大名誉教授）
- 藤本博（京大名誉教授）
- 平尾公彦（東大名誉教授）
- 加藤重樹（京大）
- 橋本嗣夫（京大）
- 伊藤俊明（元・三菱重工業常務、現・特別顧問）

## 家族・親族
妻の友栄は1925年生まれで、裕福な家庭に育ち、帝国女子理学専門学校（現・東邦大学）で物理化学を専攻し、京大で聴講生をしていた。長男は星薬科大学教授の福井哲也。長女・美也子は、梅原猛の長男・梅原賢一郎の妻。

## 受賞・栄典
- 1943年12月 - 正七位
- 1962年5月 - 日本学士院賞（「共役化合物の電子状態と化学反応に関する研究」）
- 1981年11月 - 文化功労者・文化勲章
- 1981年12月 - ノーベル化学賞
- 1982年1月15日 - 京都市名誉市民[15]
- 1987年 - シュレーディンガー・メダル
- 1988年11月 - 勲一等旭日大綬章[16]
- 1989年6月 - ロンドン王立協会外国人会員[17]
- 1998年1月 - 従二位
- 2022年 - 歴史的化学論文大賞（「フロンティア電子理論に関する論文」）[18]

## 人物
- メモ魔であり、枕元に常にメモ帳と鉛筆を置いて寝ていた。また、早朝の散歩にも手帳を持ち歩いていた。
- ダイレクトメールなどの印刷物は不要でもすぐには捨てず、裏が白いものはB6ほどの大きさに揃えた後、メモ用紙として再利用した。これは紙が貴重だった戦前からの習慣であった。
- 毎朝の散歩を欠かさなかった。北白川疏水から瓜生山西麓の小道を経て、赤山禅院へと至る道を好んで歩いた。
- 基礎学問重視、独創的研究の必要性、科学と人間の平和的共存を訴えた。
- プロ野球では長嶋茂雄のファンであり、晩年に長嶋と対面した際に喜んでいたことが明らかにされている[19]。

## 語録
- 「メモしないでも覚えているような思いつきは大したものではない。メモしないと忘れてしまうような着想こそが貴重なのです。」
- 「時間と空間を媒介して、宇宙空間の全ては因果関係でつながっている。」
- 「ひとりの人間は、無限の過去、無限の未来とつながっている。」
- 「科学者を目指す若者に中等教育で最も励んで欲しいのは数学、特に平面幾何学である。」
- 「企業は自分のことだけ考えておればいいという時代は終わった。世界全体、人類全体のことを考える。これが高度という意味なんですよ。」
- 「科学の研究の応用における善、そして－もしあるとすれば悪－の区別を最もよく見分けるのが科学の先端的な領域に働く研究者として優れた人たちです」[20][21]

## 主要論文
- 『ブチレンの異性化速度に關する一考察』 日本化學會誌 Vol.65 (1944) No.3 P.240-244, doi:10.1246/nikkashi1921.65.240
- 『不飽和炭化水素の反応性に関する量子力学的解釈の進歩』 化学の領域 6(7), 379-385, 1952-07, NAID 40017571347
- 『触媒反応装置』 化学工学 Vol.19 (1955) No.10 P.515-526, doi:10.1252/kakoronbunshu1953.19.515
- 『化学工業の新しい展開に向けて-1-分子設計と反応設計』 Chemistry 35(9), p683-687, 1980-09, NAID 40000389073
- 『不飽和炭化水素の反応性に関する量子力学的解釈の進歩』 化学総説 (38), p109-116, 1983, NAID 40000416792

### 共著
- 福井信次郎、福井謙一、竹内成一、『反應爐設計の一指針』 化学研究所講演集 15, 38-39, 1946-11-30, NAID 120001254784
- 兒玉信次郎、福井謙一、川崎明裕、『外部冷却式反應塔の温度分布に関する研究』 Chemical engineering 12(2), 72-76, 1948, NAID 130003760890, doi:10.1252/kakoronbunshu1937.12.72
- 兒玉信次郎、福井謙一、多米 健、『触媒内置式反応塔と触媒外置式反応塔』 化学機械 14(6), 27-31, 1950-10, NAID 40017550884
- 兒玉信次郎、福井謙一、田中 秀男 [他]、『アンモニア合成反応における触媒層の最適温度分布について』 硫安技術 (11), 48-52, 1951-01, NAID 40018577415
- 兒玉信次郎、福島達、福井謙一、『加圧下に於けるアンモニアと二硫化炭素との反応に関する研究(第2報)ロダンアンモン生成反応に於ける理論的取扱いについて』 工業化学雑誌 Vol.56 (1953) No.6 P.396-397, doi:10.1246/nikkashi1898.56.396
- 福井謙一, 米沢貞次郎、「共重合理論の基礎」 『高分子』 1955年 4巻 8号 p.359-363, doi:10.1295/kobunshi.4.359
- 北野省男、福井謙一、野津龍三郎、大坂太一郎、『モノフルオール酢酸の新誘導体』 工業化学雑誌 Vol.58 (1955) No.1 P54-57, doi:10.1246/nikkashi1898.58.54
- 永田親義、福井謙一、米沢貞次郎 ほか、「アゾ化合物の電子状態および化学反応性と発癌作用」 『癌』 1955年 46巻 2-3号 p.346-348
- 福井謙一ほか、『ホウフッ化スルホニウム化合物の合成』 Journal of the Chemical Society of Japan, Pure Chemistry Section 82(2), 1961-02, NAID 40018222351
- 福井謙一、服部秀三、米沢貞次郎、草鹿履一郎、北野尚男、『有機フッ素化合物の核磁気共鳴吸収に関する研究(第1報)二,三の芳香族フッ素化合物の化学シフトの定性的考察』 日本化學雜誌 Vol.80 (1959) No.5 P541-545, doi:10.1246/nikkashi1948.80.5_541
- 喜多晋一郎、福井謙一、『エチレンのラジカル重合における短鎖分岐生成のメカニズムについて 第3報 少量のα-オレフィン添加による短鎖分岐構造の変化』 高分子化學 Vol.24 (1967) No.269 P.599-605, doi:10.1295/koron1944.24.599
- 福井謙一ほか、『立体特異反応の量子化学』 Chemistry & chemical industry 21(2), 222-228, 1968-02, NAID 40017563265
- 藤本博、福井謙一、『フリーラジカル反応の理論的考察』 化学の領域 33(2), p71-80, 1979-02, NAID 40000429777
- 清水剛夫、福井謙一、『高分子イオン場の特徴とその応用』 日本化学繊維研究所講演集 (36), p101-114, 1979-10, NAID 40002839863

## 主要著書
- 『量子化学』（1968年、朝倉書店）
- Theory of Orientation and Stereoselection（1975年、Springer-Verlag）、ISBN 0387074260
- 『化学反応と電子の軌道』（1976年、丸善）、ISBN 462102132X
- 『フロンティア軌道法入門』（1978年、講談社）、ISBN 4061392506
- 『科学と人間を語る』（1982年、共同通信社）、ISBN 4764101149
- 『化学と私』（1982年、化学同人）山邊時雄編、ISBN 4759800883
- 『学問の創造』（1984年、佼成出版社）、ISBN 4333011434
- 『教育への直言』（1985年、パンリサーチインスティテュート）、ISBN 4893520059
- 『学問の創造』（1987年、朝日文庫）、ISBN 4022604433
- 『21世紀日本の選択』（1994年、ダイヤモンド社）、ISBN 4478190186
- 『哲学の創造』（1996年、梅原猛との共著・PHP研究所）、ISBN 4569552056
- 『複雑系の経済学』（1997年、ダイヤモンド社）、ISBN 4478372160
- Frontier Orbitals and Reaction Paths（1997年、World Scientific Publishing Company）、ISBN 9810222416

## 関連書籍
- 『福井謙一とフロンティア軌道理論』（1983年、日本化学会学会出版センター）、ISBN 4762263516
- 『福井謙一博士の死―大学回り記者哀歓記』（1999年、ミネルヴァ書房）、ISBN 4623030512
- 『ノーベル賞の周辺―福井謙一博士と京都大学の自由な学風』（1999年、化学同人）、ISBN 4759808183